# ویکی‌پدیای اکسیتان
ویکی‌پدیای اکسیتان نسخه اکسیتان وب‌گاه ویکی‌پدیا است.  زبان اکسیتان تا ۱۹ اوت ۲۰۱۱ بابیش‌از ۳۰٬۰۰۰ مقاله در رده هفتادویکم ویکی‌پدیاها قرار گرفته‌است.